# لودوفيك سواريس
لودوفيك سواريس (بالفرنسية: Ludovic Soares) (8 مايو 1994 في فرنسا - ) هو لاعب كرة قدم فرنسي في مركز الظهير. لعب مع نادي إيفيان.

## وصلات خارجية
- لودوفيك سواريس على موقع قاعدة بيانات كرة القدم.إي يو (الإنجليزية)
- لودوفيك سواريس على موقع ناشيونال فوتبول تيمز (الإنجليزية)
- لودوفيك سواريس على موقع Soccerway.com (الإنجليزية)
- لودوفيك سواريس على موقع عالم كرة القدم.نت (الإنجليزية)
- لودوفيك سواريس على موقع GSA (الإنجليزية)